# Hút mật lửa
Hút mật lửa (danh pháp khoa học: Aethopyga flagrans) là một loài chim thuộc Họ Hút mật. Đây là loài đặc hữu Philipin. Môi trường sống tự nhiên của nó là rừng nhiệt đới đất thấp ẩm ướt nhiệt đới và cận nhiệt đới.